# 呂費納赫

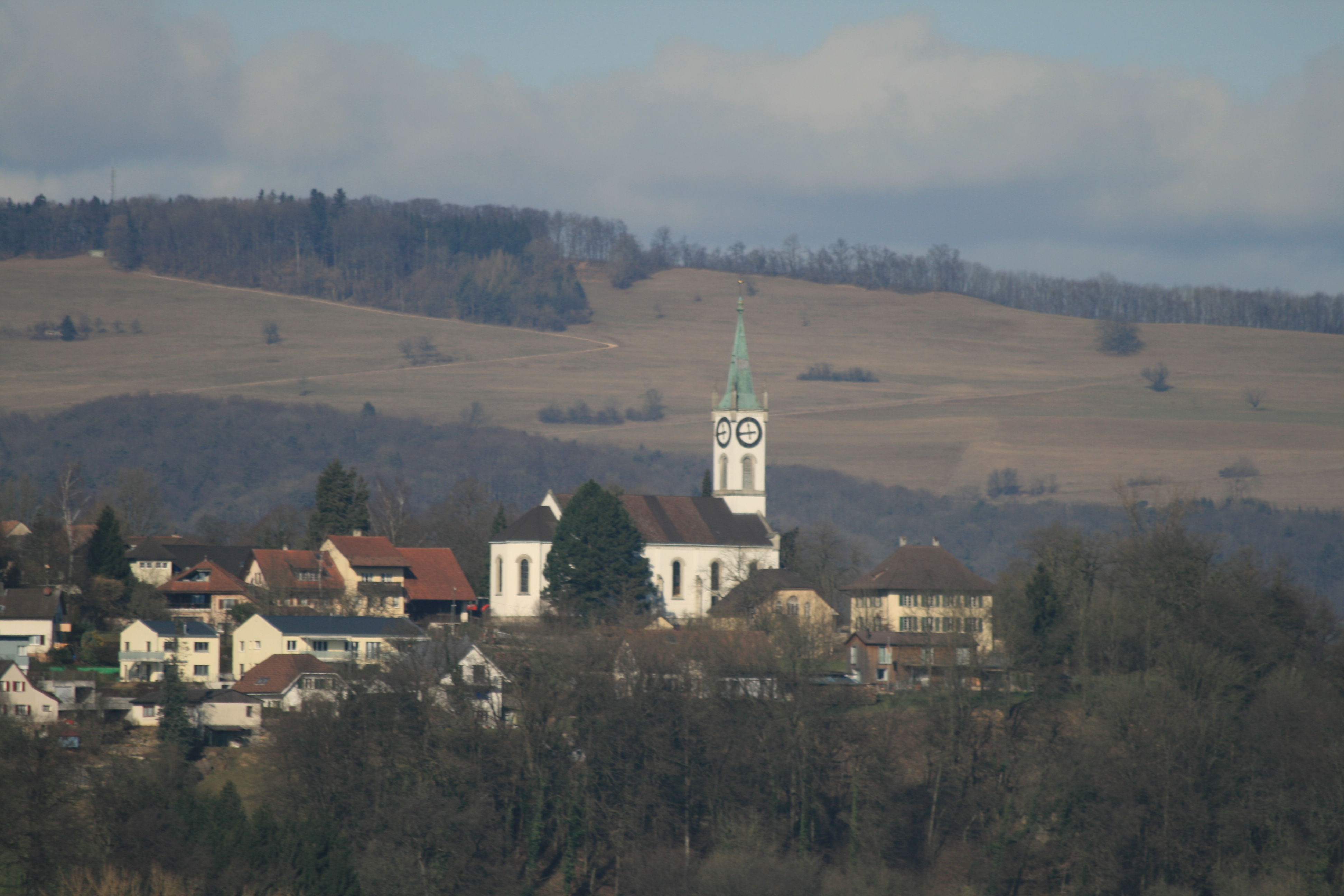

呂費納赫是瑞士的城鎮，位於該國北部，由阿爾高州負責管轄，面積4.17平方公里，海拔高度374米，2012年人口870，五成半人口信奉基督教，人口密度每平方公里209人。